# Dvéri Zsolt
Dvéri Zsolt (Székesfehérvár, 1976. augusztus 12. –)  magyar labdarúgó. A Videotontól 2010-ben eligazolt és a Seregélyes SC-ben folytatta pályafutását. A Seregélyesben 2 évig játszott és utána tovább igazolt jelenlegi klubjához, a Sárosdhoz, amely a megye 1-ben szerepel.

## Pályafutása
Dvéri 1982-ben kezdett el focizni a Videoton utánpótlás csapatában. Későbbi éveit a Seregélyes utánpótlásában folytatta 1988-ban, majd 1994-ben, 18 éves korában a Videoton ismét leigazolta őt. A csapatban haamr megszerették és a Drazsé becenevet kapta. 1998-ban távozott a klubtól és a Gázszer FC-hez igazolt. Ott 2 évet töltött és tovább igazolt a lila fehér Újpest FC-hez. Az Újpestnél nem érezte jól magát, ezért visszaigazolt Székesfehérvárra a Videotonhoz. A 2004–2005-ös szezonban kölcsönben volt a Seregélyes SC-ben, majd 2006-ban visszatért a Vidihez ahol még további 4 évet töltött el. Ez alatt az idő alatt a Videotonnal ezüst érmet szerzett (2010), valamint a Magyar Kupa és Ligakupa győzelem sem maradt el. 2010-ben eligazolt a Viditől és a Seregélyes SC-ben folytatta karrierjét, ahonnan 2012 őszén távozott és a Sárosd-ba igazolt.

## Sikerei, díjai
Videoton FC
- Magyar bajnoki ezüstérmes: 2010
- Magyar kupagyőztes: 2006
- Magyar ligakupa-győztes: 2008

## Statisztika

### Mérkőzései a válogatottban
| Magyarország | Magyarország       | Magyarország                    | Magyarország | Magyarország | Magyarország | Magyarország | Magyarország | Magyarország |
| #            | Dátum              | Helyszín                        | Hazai        | Eredmény     | Vendég       | Kiírás       | Gólok        | Esemény      |
| ------------ | ------------------ | ------------------------------- | ------------ | ------------ | ------------ | ------------ | ------------ | ------------ |
| 1.           | 2001. november 14. | Budapest, Megyeri úti Stadion   | Magyarország | 5 – 0        | Macedónia    | barátságos   | -            | 77'          |
| 2.           | 2004. március 31.  | Budapest, Puskás Ferenc Stadion | Magyarország | 1 – 2        | Wales        | barátságos   | -            | 87'          |
| 3.           | 2004. április 25.  | Zalaegerszeg, ZTE Aréna         | Magyarország | 3 – 2        | Japán        | barátságos   | -            | 45'          |
| 4.           | 2004. április 28.  | Budapest, Puskás Ferenc Stadion | Magyarország | 1 – 4        | Brazília     | barátságos   | -            | 66'          |
|              | Összesen           |                                 |              | 4            | mérkőzés     |              | 0            | gól          |